# Силицид дипалладия
Силицид дипалладия — бинарное неорганическое соединение
палладия и кремния
с формулой Pd2Si,
кристаллы,
не растворяется в воде.

## Получение
- Спекание стехиометрических количеств чистых веществ:

{\displaystyle {\mathsf {2Pd+Si\ {\xrightarrow {1394^{o}C}}\ Pd_{2}Si}}}

## Физические свойства
Силицид дипалладия образует кристаллы
гексагональной сингонии,
пространственная группа P 62m,
параметры ячейки a = 0,6496 нм, c = 0,3433 нм, Z = 3.
При температуре 1097°С происходит переход, связанный с упорядочением, в фазу
гексагональной сингонии,
параметры ячейки a = 1,3055 нм, c = 2,7490 нм, Z = 96.
Не растворяется в воде.